# Удроу Уилсън
 Тази статия е за президента.  За американския физик вижте Робърт Удроу Уилсън.  
Томас Удроу Уилсън (на английски: Thomas Woodrow Wilson) е двадесет и осмият (1913 – 1921) президент на САЩ.
Преди да заеме президентския пост, той е доктор по история и политически науки (от 1883 г.) в университета „Джонс Хопкинс“, гост-лектор в университета „Корнел“, професор по юриспруденция и политическа икономия в Принстънския университет (от 1890 г.) и от 1902 г. е президент на Принстънския университет, а през 1912 г. е избран за губернатор на щата Ню Джърси (1911 – 1913). Прави ефективно антитръстово антимонополно законодателство, подкрепя даването на избирателни права на жените, със закон намалява лихвата по кредитите за фермерите, въвежда мерки за забрана на детския труд и закон за създаване на система за трудови обезщетения, със закон повишава надниците и подобрява условията на труд за железопътните работници, укрепва и разширява армията и флота, като събира за това средства чрез нов данък върху сградите и повишаване на данъка върху печалбата.
Той е вторият демократ, който служи два последователни мандата в Белия дом (първият е Ендрю Джаксън), като мандатът му се свързва с влизането на страната в Първата световна война.
На мирните преговори през 1919 г. президентът на САЩ Удроу Уилсън отстоява оставането на Беломорска Тракия, Южна Добруджа и Царибродско в българските държавни предели и осуетява плана за ликвидирането на България като държава и разделянето ѝ на три района, подчинени на Гърция, Сърбия и Румъния, лансиран в Ньой. Лауреат е на Нобелова награда за мир за 1919 г.

## Произход, образование, младежки години
Томас Удроу Уилсън е роден в Стонтън, Вирджиния, през 1856 г. в семейството на преподобния Джоузеф Ръгълс Уилсън и Джанет Удроу, и така става първият президент от този щат. Неговите предшественици са от шотландско-ирландски произход. Уилсън израства в Огъста, Джорджия, и винаги е твърдял, че най-ранните му спомени са, когато е чул, че Ейбрахам Линкълн е избран и че започва война. Бащата и майката на Уилсън произхождат от Охайо, но подкрепят Юга по време на Гражданската война. Те използват църквата си за място, където да оказват първа помощ на ранени войници на Конфедерацията и насърчават сина си да наблюдава прекарването на окования Джеферсън Дейвис от победните войски на Съюза. Уилсън завинаги ще запомни „...момента, когато стоях до генерал Лий и гледах неговото лице.“
Въпреки че страда от дислексия, Уилсън сам изучава стенография, за да превъзмогне недостатъка си, с дисциплина и отдаденост съумява да получи академично образование, но никога не успява да преодолее дислексията си докрай. Уилсън учи в Дейвидсън колидж, а след това се премества в Принстънския университет, който завършва през 1879 година. След това изучава право в университета на Вирджиния за една година. След завършването и публикуването на дисертацията си „Конгресът като правителство“ през 1886 г., той получава докторска степен от университета „Джонс Хопкинс“ и така става единственият американски президент, който има докторска степен.

### Семейството
Уилсън среща за първи път Елън Аксън в презвитерианската църква, тя е дъщеря на презвитериански свещеник. Той ѝ предлага брак и те се женят на 24 юни 1885 г. в Савана, Джорджия. Имат три деца.

## Академична кариера, ректор (президент) на Принстънския университет
Уилсън влиза в съзнателна възраст десетилетия след Гражданската война, когато Конгресът има водеща роля – „същността на цялата политика сега се определя от конгреса“ – и корупцията процъфтява. Уилсън избира да изследва не мястото на индивида в политическата структура, а конституционната рамка на американското общество.
Под влиянието на Уолтър Бейгхот Уилсън смята американската конституция за остаряла, неудобна и толерираща корупцията. Преди да дойдат енергичните президенти в началото на 20 век, Уилсън дори смята, че парламентарната система е по-добра за обществото. Той започва работа върху „Конгресът като правителство“, най-известният си политически труд, за да докаже тезата си за нужда от парламентарно управление, но е впечатлен от Гроувър Кливланд и „Конгресът като правителство“ се превръща в критично описание на американската система. Самият Уилсън казва: „Аз посочвам фактите и давам диагнозата, не предписвам лечението.“
Уилсън смята, че сложната американската политическа система „от проверки и балансираност“ е причината за неуспехите в управлението. Той казва, че разделянето на властите прави невъзможно за гласоподавателите да разберат кой е отговорен за неуредиците. Ако правителството управлява лошо, Уилсън пита:
„… как учителят, т.е. нацията, да знае кое момче се нуждае от наказание? … Силата и стриктното търсене на отговорност са в основата на доброто управление. … Очевидно има големи пропуски в нашата федерална система, която разделя властта на части и бърка отговорността като такава. Основната цел на Конвента от 1787 г. очевидно е била да извърши тази тежка грешка. „Научната теория“ за проверки и балансираност е последователно обяснение на създателите на конституцията за това какво са се опитали да направят; проверките и балансираност са се доказали като зловредни точно толкова добре, колкото и успешно са били наложени... (Създателите) трябва да признаят, че първият плод от разделението на властта е, че тя става безотговорна.“
Най-голямата част от „Конгресът като правителство“ е посветена на Камарата на представителите на САЩ, в която Уилсън изразява ясно своето презрение от съществуващата система от комитети. Той я счита за фундаментално недемократична, защото председателите на комитетите, които се избират по старшинство, не се отговарят пред никого, освен пред техните избиратели, а определят цялата национална политика. Освен като недемократична, Уилсън смята, че системата от комитети създава корупция:
„Избирателят чувства, че неговото недоверие в Конгреса е оправдано, защото чува за властта на корумпираните лобисти да оформят законите така, че да им служат на техния интерес. Чува за огромните субсидии, които се обещават и предоставят … за отчуждаването на земи в полза на безчестни бизнесмени. Той с право стига до заключението, че тези зли свойства са вродени в самата природа на Конгреса; не може да има съмнение, че изключителната власт на лобиста произтича в голямата си част, ако не и изцяло, от умението, с което ползва системата от комитети.“
По времето, когато Уилсън завършва „Конгресът като правителство“, президент вече е Гроувър Кливланд и неговите действия възстановяват вярата на Уилсън в системата. Когато става президент, той вече е бил свидетел на енергичните управления на Теодор Рузвелт и Уилям Маккинли и това го кара да изостави идеите си парламентарно управление на местна почва. В последния си научен труд „Конституционното управление на Съединените щати“ от 1908 г. той пише: „Президентската власт е толкова голяма и влиятелна, колкото е човекът, който я упражнява.“ По време на своето президентство Уилсън има идеята президентът да е и партиен лидер, подобно на Великобритания, но тя така и не се осъществява.
Уилсън е преподавател в Брайн Мауър Колидж и Уизлейн Юнивърсити преди да се присъедини към Принстън като професор по юриспруденция и политическа икономия през 1890 г. Популярен учител и уважаван учен, Уилсън произнася знаменита реч, в която очертава своята визия за ролята на университетите в демократичните държави като институции от по-висш порядък, които трябва да осветяват смисъла от всеки урок, който идва от миналото.
На 9 юни 1902 г. Уилсън единодушно е избран за президент (ректор) на Принстънския университет, като в своята реч по встъпване в длъжност той развива своите идеи по начин, който да задоволи както популистката част от аудиторията, така и аристократите в нея. Започва акция за събиране на дарения с цел да се подкрепи университетската корпорация. Указанията за учебния план, които той изготвя по време на своето президентство, се оказват едни от най-важните подобрения във висшето образование за времето си.

## Губернатор на Ню Джърси
Уилсън е президент на Американската асоциация за политически науки от 1910 до 1911 г. Публикувайки редица научни коментари по актуални политически проблеми, той придобива национална известност и започва да обмисля политическа кариера. През 1910 година получава, без да е поискал, предложение да стане губернатор на Ню Джърси, което с радост приема.

## Президентство
В президентските избори през 1912 г. Демократическата партия номинира Уилсън, въпреки че повечето са очаквали кандидат ще бъде Чамп Кларк. Скандалът между Теодор Рузвелт и Уилям Тафт разделя Републиканската партия, като се кандидатират поотделно, и това дава възможност на Уилсън да спечели.
Един ден преди церемонията за встъпване в длъжност на Уилсън, членовете на Конгресния Съюз, по-късно известен като Националната партия на жените, организира демонстрация в подкрепа на избирателните права, само с цел да отклонят вниманието от церемонията. Говори се, че когато Уилсън пристига, намира града без приветстващи тълпи, защото хората са на Пенсилвания Авеню, за да гледат парада.
Уилсън има успех още в началото на мандата си с прилагането на обещанията си за „Нови свободи“ – променя антитръстовото законодателство, ревизира митата и реформира банковата и паричната политика, при него се създава системата на Федералния резерв и Федералната комисия за търговия.
Избирателното право е един от наболелите проблеми, които Уилсън среща по време на президентството си. Преди да се обяви в подкрепа на правото на жените да гласуват, група активистки, наричащи себе си „мълчаливите часовои“, започват протести пред Белия дом, като носят надписи като „Господин президент, какво ще направите Вие, за да могат жените да гласуват?“. На местна почва опитите му за реформи често се сблъскват със силна опозиция, но често пъти и успяват.
Отношението на Уилсън към проблемите на расата се счита за най-голямата слабост на неговото управление, мнозина го считат отговорен за започването на „най-лошия период на расизъм в американската история“. Неговата администрация за първи път след започналия от Ейбрахам Линкълн процес на десегрегация, въвежда принципа на сегрегацията, като изискване е при постъпването на работа, въз основа на фотографската снимка да се определя расата на кандидата за длъжността. Уилсън се отнася с подозрение към наричаните от него „американци с тиренца“ (англо–американци; ирландо–американци). „Всеки човек, който носи тире, все едно носи кинжал, който е готов да забие в жизнените органи на тази Република, когато реши, че е готов.“
Книгата на Уилсън „История на американския народ“ е цитирана многократно в известния расистки филм „Раждането на нацията“, който прославя Ку Клукс Клан като противовес на воденето от Републиканската партия Възстановяване. Филмът е базиран на трилогията на съученика на Уилсън, Томас Диксън, който твърди, че целта му е да ”революционизира отношението на северняците чрез представянето на историята по начин, който ще превърне всеки добър човек от публиката в истински демократ.“ Уилсън гледа филма на специална прожекция в Белия дом и режисьорът Дейвид Уорк Грифит съобщава на пресата, че президентът е възкликнал „Това е все едно да пишеш историята със светлина и единственото ми съжаление, че тя е ужасна истина.“ Изявлението е разпространено бързо и бързо предизвиква противоречия. В последващата кореспонденция с Грифит президентът ентусиазирано обсъжда създаването на филма, без никога да поставя под съмнение точността на цитата. Като се има предвид, че филмът е изключително силно насочен в подкрепата на Демократическата партия, а са известни и възгледите на Уилсън на расата, не би било грешно да се твърди, че тази реплика е подкрепа за Клана. Уилсън се опитва да остане настрана от скандала, но най-накрая, на 30 април, Уилсън излиза с декларация, в която отказва да се извини. Поддръжката от страна на президента за историческите факти в продукцията допринася до голяма степен за популярността на филма. Той се оказва една от причините Ку Клукс Клан да получи много по-голяма, и дори национална известност и популярност.
През последната година на първия си мандат Уилсън вече има впечатляваща поредица от постижения, като голяма част от програмата си заимства от тази на Теодор Рузвелт, която представя по време на предизборната си кампания от 1912 г. Уилсън подписва Закона за федералния заем, който намалява лихвата по кредитите за фермерите. Фермерите го наричат Магна харта на земеделското кредитиране. Уилсън активно настоява за приемането на Закона Кийтинг – Оуен за забрана на детския труд и на закон за създаване на система за трудови обезщетения. Приет е и Законът Адамсън, който повишава надниците и подобрява условията на труд за железопътните работници. В очакване на предстоящата война, президентът разширява армията и флота, като за тази цел събира средства от нов данък върху сградите и повишаване на данъка върху печалбата.
С малка преднина Уилсън взема втори мандат през 1916 година, с гласовете на предишни избиратели на Рузвелт.
Той прекарва периода от 1913 до началото на 1917 година в опити да избегне прякото участие на САЩ във войната в Европа. Предложението му за посредничество е отблъснато и от двата воюващи военна блока. Германия възстановява производството на забранени подводници и прави несръчен опит да привлече Мексико на своя страна – тези събития Уилсън приема като повод да вкарва САЩ в Световната война като „асоцииран воюващ“.
Президентът прокарва през Конгреса Закона за шпионажа и Закона за противодържавната дейност в опита си да окаже натиск върху социалистите, антибританските сили и всички привърженици на противника. Създаден е Комитетът за обществена информация, който напълва страната с антигерманска пропаганда и нарежда акции срещу ляво ориентираните политици. Уилсън нарежда лидера на социалистите и президентски кандидат Южени Дебс да бъде арестуван за антивоенни изказвания, в които свързва влизането в Първата световна война с икономически интереси на големия бизнес. Уилсън подкрепя и частната организация Американската лига за защита, която става известна с нарушаването на гражданските права.
Между 1914 г. и началото на 1917 г. САЩ навлиза многократно в Латинска Америка и преди всичко в Мексико, Хаити, Куба и Панама. Администрацията поддържа войски в Никарагуа, които „спомагат“ за избиране на президента на страната и за налагането на определени договорни задължения. Американските войски в Хаити са използвани от Уилсън за осигуряването на избирането на посочено от него лице за президент. След като Хаити отказва да обяви война на Германия, Уилсън разпуска хаитянското правителство и назначава ново, то приема по-малко демократична конституция чрез манипулиран референдум. През 1919 г. хаитяните въстават и в резултат са убити 3000 души.
Между 1917 г. и 1920 г. САЩ поддържат страната на белогвардейците в Руската гражданска война. Първоначално подкрепата е финансова, а по-късно се стига до морска блокада и наличие на сухопътни сили при Мурманск, Архангелск и Владивосток.

### Първата световна война
Външната политика на Уилсън се сблъсква с най-големите предизвикателства от времето на Линкълн насам. Решението дали да включи САЩ във войната тества до краен предел лидерските му качества. Той е за отстояване на традиционния американски неутралитет спрямо конфликтите в Европа, противопоставяйки се на натиска на англо-френските привърженици в Конгреса. Популярният лозунг гласи: "Той ни държи извън войната“ („Не kept us out of the war“).
Въпреки растящия натиск върху Америка да влезе във войната, Уилсън успява в периода от 1914 до началото на 1917 година да запази относително неутрална позиция относно войната в Европа. Той предлага да бъде посредник между воюващите, но Антантата не приема това, защото за нея не е толкова важно да се постигне мир и общоприемливо урегулиране на конфликта, а работи да включи САЩ на своя страна и с тяхна помощ да внесе обрат и да спечели войната, Централните сили също лекомислено подценяват предложението на единствената неутрална Велика страна. Когато Германия възстановява производството на подводници, атакуващи англо-американските конвои в Атлантика и прави опит да привлече Мексико на своя страна във войната, Уилсън не удържа натиска на Конгреса и вкарва САЩ в Световната война като „асоцииран воюващ“ с декларацията от 6 април 1917 г. за обявяване война на Германия, а на 7 декември – и на Австро-Унгария.
След края на войната Уилсън работи със смесен успех за осигуряване на независимост на завладените държави и за постигане на справедлив мир. На 8 януари 1918 г. той произнася прочутата си реч за „четиринадесетте точки“, предлага създаването на Обществото на народите, организация, която ще се стреми да помага за запазване на териториалната цялост и политическата независимост на големите и малки нации.

### Годините след войната
Уилсън се надява, че предложените „четиринадесет точки“ означават край на войната и постигане на справедлив мир. Той отплува за Версай на 4 декември 1918 г., за да участва в Парижката мирна конференция (което го прави първият американски президент, посетил Европа по време на мандата си), където работи неуморно за представяне на своя план. В опита си да спечели на своя страна Франция, той предлага създаването на Обществото да се включи в текста на Версайския договор, но разумната политическа програма среща късогледия отпор на победилите във войната европейски империалистически сили, и по-голямата част от другите четиринадесет точки отпадат.
За своите опити за постигане на мир Уилсън е удостоен през 1920 г. с Нобелова награда за мир. Получаването на наградата е примесено с горчивина, защото не успява да убеди противниците си в Конгреса и особено Хенри Лодж да дадат съгласието си САЩ да влезе в Обществото на народите. Членството на страната според Уилсън ще е гаранция за установяването на продължителен мир. Споразуменията от Версай водят до икономическото унищожение на Германия, което от своя страна се смята за основната причина за намаление на потребителското търсене, обуславящо започването на Голямата депресия, довела и до възникването на националистически, фашистки и реваншистки движения в Европа и по целия свят.

### Заболяване и намалена работоспособност
На 25 септември 1919 г. Уилсън претърпява не особено силен удар, който остава незабелязан от обществото. Една седмица по-късно, на 2 октомври Уилсън има втори, значително по-сериозен, удар, който довежда до почти пълна загуба на способностите му. Въпреки че размерът на последиците от ударите е държан в тайна и след смъртта му от обществото, Уилсън е държан до края на мандата му настрани от вицепрезидента, от членовете на кабинета, от посетителите на Конгреса.
За времето, когато е неправоспособен, жена му, Едит Болинг Гат Уилсън, се превръща в негов секретар и страж, като тя решава кои въпроси да се отнесат до неговото внимание и кои да се решават само от членовете на кабинета. До този момент това е най-сериозният случай на президентска невъзможност за изпълнение на задълженията и е основен пример за целесъобразността на приетата през 1967 година 25–тата поправка към Конституцията. Тя предвижда вицепрезидентът да поеме функциите на „изпълняващ длъжността президент“, ако избраният президент не може да упражнява функциите си.
През 1921 година Уилсън и жена му напускат Белия дом и се оттеглят в къща във Вашингтон на Ембаси роу. Уилсън умира там на 3 февруари 1924 г., съпругата му прекарва още 37 години в същата къща и умира на 28 декември 1961 г.

## Памет

### B САЩ
С лика на Удроу Уилсън е най-големият номинал на банкнота от 100 000 долара в САЩ (емитирана е от 1929 до 1945 г., официално спира през 1969 г.).
Президентът е изобразен на различни медали и монети: щатски бронзови медали от 1913 и от 1917 бронзови  сребърен и златни за инагурацията му, от Германия бронзов от 1915 и два железни от 1916 г., бронзови от 1918 и 1919 г., френски за включването на САЩ във войната от 1917 г. бронзови и сребърни, на бронзови френски и белгийски за мира от 1918 г. и на същите бронзов и сребърен щатски, на бронзов, сребърен и златен медали, т.нар. „долари“ на американския монетен двор във Филипините от 1920 и на щатска еднодоларова плакирана медна монета, емисия 2013 г. Либерия също в 2010 г. емитира еднодоларова монета с образа на президента . Норвегия в също пуска в 2001 г. официален сребърен медал с неговия образ като Нобелов лауреат. Различни недържавни медали също носят образа на Уилсън
Първата пощенска марка с лика на Удроу Уилсън е издадена в САЩ в 1925 г. с номинал 17¢, следващата в 1938 г. с номинал 1$, на 10 януари 1956 е издадена трета с номинал 7¢. и в 1998 г. с номинал 32¢.
В Университета Принстън в 1930 е основана школата Woodrow Wilson School of Public and International Affairs.
Shadow Lawn, лятната резиденция на Уилсън при президентството му, става част от Monmouth University в Лон Бийч Ню Джърси през 1956. На сградата е поставена паметна плоча, а тя самата е преименувана Удроу Уилсън Хол (Woodrow Wilson Hall). Обявена е за Национална историческа забележителност в 1985 година.
Флотът на САЩ кръщава на президента стратегическата ядрена подводница USS Woodrow Wilson (SSBN-624) клас „Лафайет“, въоръжена с 16 балистични ядрени ракети UGM-73 Poseidon и Поларис, пусната на вода на 9 февруари 1961, кръстница е внучката на президента мис Елинор Сейър (Eleanor Axson Sayre).
В столицата на САЩ Вашингтон работи Международния център на учените „Удроу Уилсън“ (Woodrow Wilson International Center for Scholars, 1300 Pennsylvania Ave NW Washington, DC 20004).
В САЩ десетки гимназии и други училища носят неговото име.
Най-популярните статуи на президента са издигнати в Остин – столицата на Тексас (Austin, TХ – University of Texas Campus, 101 – 195, 22nd Str W) и в Рапид Сити – административния център на окръг Пенингтън щат Южна Дакота (Rapid City SD, St. Josef Str x 9th str) през няколко квартала от там е и училището с името на президента (Woodrow Wilson Elementary, 17 Franklin St, Rapid City, SD).
Във Вашингтон е Удроу Уилсън Хаус Мюзеум (Woodrow Wilson House museum, 2340 S St NW, Washington, DC 20008), където също има високохудожествен бюст на президента.

### В Армения
Уилсън е на висока почит в Армения и от арменците по света заради прокламираната по негов проект „Уилсънова Армения“, обхващаща фактически цялото естествено землище на арменския народ.

### В България
В България на негово име е наречена една улица в Пловдив. В София бюст-паметник на президента Уилсън е открит на 16 септември 2021 г. Намира се в градинката между Централната баня и джамията „Баня баши“ и е направен по проект на скулптора Георги Чапкънов.. Това е недостатъчно признание, въпреки огромния му принос за защитата на българското единство и суверенитета върху Царибродско, Южна Добруджа и Беломорска Тракия , както и утвърждавания от него следвоенен принцип за защита свободите на националните малцинства от ОН, включително тези на 330 000  македонски българи в 34 231 km² територия на Егейска Македония и 180 000 беломорски българи плюс още 80 000 българи бежанци от Източна Тракия, Мала Азия, Добруджа и най-вече от Егейска Македония, настанени в 8712 кв. км на българската Беломорска Тракия всички дадени на Гърция, и най-вече за твърдата му позиция в 1919 г. против гръцките планове, подкрепени от Сърбия и Румъния за фактическото ликвидиране на България като държава. Искането на гърците предвижда заличаването на Царство България и разкъсването му на три „автономни“ области, подчинени на споменатите Гърция, Сърбия и Румъния. То е възприето благосклонно от Франция и Великобритания, но среща категоричен отпор от САЩ в лицето на президанта Уилсън, присъстващ лично на мирната конференция. За разлика от усилията за запазване на Добруджа, Царибродско и Беломорието към България, които след загубата на първоначалната ясна подкрепа от Италия и при отсъствието на Русия, САЩ не успяват сами да наложат, тук, както и към претенциите на гърците за присъединяване на Ивайловградско и на голяма част от Централните и Източните Родопи (т.нар планинска Тракия) с граница по поречието на Арда, президентът е безкомпромисен докрай и осуетява домогванията на Венизелос, Пашич и Братиану, дори заявява, че той, Уилсън, по-скоро ще напусне конференцията и Париж, отколкото да се съгласи с подялбата на един народ със самостоятелна държава и вековно минало.
През 2017 г. по инициатива и проект на изп. секретар на „Боянския клуб за подкрепа на българската държавност и нация“ арх.Миломир Богданов, застъпникът на българското териториално единство, президентът Удроу Уилсън е почѐтен с паметна плоча „Венец на достойнството“ в Алеята на заслужилите за България иноплеменни личности и общности в НИМ.
В силистренското село Добротица, благодарение на собственика на Винарска изба „Опрев“ – г-н Тодор Опрев, в България става факт първият паметник на президент на САЩ, на когото България дължи своята цялост, както напоследък припомнят редица историци. На територията на винарната, изградена с европейски средства, вкл. с къща за гости, наскоро със семеен ритуал е открит постаментът от врачански камък с бюст на Томас Удроу Уилсън, президент на САЩ в периода 1913 – 1921 г.

### В Уругвай
В Уругвай част от Rambla на Монтевидео е кръстена Rambla Presidente Wilson.

### Във Франция
Във Франция булевардът в 16 арондисман на Париж, започващ от площад l'Alma и достигащ до площад Трокадеро (Place du Trocadéro), където е поставена паметна плоча за него, срещу Айфеловата кула, е кръстен на него – Avenue Du President. Мостът Pont Wilson пресича река Рона в центъра на Лион. В Страсбург е Boulevard Du President Wilson от централната жп гара. В Бордо на него е именуван Boulevard Du President Wilson. Кеят Quai Du President Wilson е част от пристанището на Марсилия.

### В Чехия
Паметта му се тачи в Чехия и Словакия като държавник, решително способствал за създаването на Чехословакия през 1919 г. В Чехия Уилсън има паметник пред централната гара в Прага, издигнат през 1928 г., разрушен през Втората световна война, възстановен през 2011 г., самата гара също през по-голяма част от съществуването си носи името на президента – Централна гара Уилсън (Wilsonovo Nadrazi – Hlavni Nadrazi).

## Галерия
- Първата пощенска марка с лика на Удроу Уилсън 1925
- Саркофагът на Удроу Уилсън в Националната катедрала във Вашингтон
- Следващата пощенска марка с лика на Удроу Уилсън 1938
- Еднодоларова плакирана медна монета с лика на Удроу Уилсън 2013 – реверс
- Паметна плоча за президента на пл. Трокадеро (Place du Trocadéro) в Париж, откъдето започва наречения на Уилсън булевард
- Woodrow Wilson House национален паметник в столицата Вашингтон
- Статуя на Удроу Уилсън пред гарата в Прага
- Ядрената подводница „Удроу Уилсън“ USS Woodrow Wilson (SSBN-624) въоръжение 16 балистични ядрени ракети тип UGM-73 Poseidon и Поларис
- Къщата на Уилсън в Университета Принстън
- Международния център с Удроу Уилсън Плаза във Ващингтон (Woodrow Wilson International Center viewed from Wilson Plaza)
- Къщата на Удроу Уилсън от детските му години в Колумбия (Южна Каролина) (705 Hampton St., Columbia (Richland County, South Carolina)
- Президентската библиотека Удроу Уилсън в Стантън Виржиния (The Woodrow Wilson Presidential Library on North Coalter Street in Staunton, Virginia, USA)
- Родната къща на Удроу Уилсън в Стантън (Woodrow Wilson birth home – North Coalter Street in Staunton, Virginia, USA)
- Президентската библиотека Удроу Уилсън в родната къща на бъдещия президент в Стантън
- Западната граница на Армения 1920 г. според плана на президента Уилсън – т.нар. „Уилсънова Армения“
- Къщата на Уилсън от детските му години в Огъста в Ричмънд, щата Джорджия (Woodrow Wilson Boyhood Home, 419 Seventh Street, Augusta (Richmond County, Georgia)
- Армения 1920 г. и независим Кюрдистан официална карта на президента Уилсън – т.нар. „Уилсънови Армения“ и Кюрдистан
- Международния център на учените Удроу Уилсън на пл. Удроу Уилсън Плаза в столицата Вашингтон
- Релеф на президента в Мемориал хол в Международния център на учените Удроу Уилсън на пл. Удроу Уилсън Плаза в столицата Вашингтон
- Мемориал хол в Международния център на учените Удроу Уилсън на пл. Удроу Уилсън Плаза в столицата Вашингтон
- Маргарет – дъщерята на Удроу Уилсън
- Площад Удроу Уилсън в Дижон, Франция
- Площад Удроу Уилсън в Ница, Франция
- Площад Удроу Уилсън в Тулуза, Франция
- Площад Удроу Уилсън в Гент в Белгия
- Площад Удроу Уилсън във Варшава
- Harlakenden House, Cornish, New Hampshir е наемана е от президента като лятна White House.
- Кръст за геройски заслуги, учреден от Удроу Уилсън през 1918 г.
- Автомобилът на Удроу Уилсън 1919 г. Pierce Arrow „Series 15“
- Kъщата на прадедите на Президента в Dergalt Северна Ирландия
- Паметна плоча на Президента на Zamocka ulica в Братислава
- Паметна плоча на сградата, където е живял като студент бъдещият на президент на САЩ на Bolton Hill в Балтимор
- Жив портрет на президента, създаден от 21 000 войници в 1918 г.
- Възстановеният през 1990 г. паметник на президента Уилсън в Улсъновия парк в гр. Познан.
- Паметник на президента Уилсън в Улсъновия парк в гр. Познан, Полша, поставен през 1931 г., разрушен през войната, скулптор Gutzon Borglum – автор на лицето на Джордж Вашингтон в монумента „Бащите на нацията“, издълбан в Маунт Ръшмор.
- Резиденцията на Уилсън в Париж (Hôtel du Prince Murat, ancien Hôtel Furtado-Heine (détruit), résidence du Président Wilson pendant son séjour à Paris (1918), 28 rue de Monceau, VIIIe arrondissement de Paris, France).
- Двореца Удроу Уилсън на ООН и предишно седалище на бившата ОН в Женева, на оградата има паметна плоча поставена от общината
- Резиденцията на Уилсън в Принстън, от времето, когато е ректор на университета
- Армения 1920 г. и Закавказието – т.нар. „Уилсънови Армения“ с границата към Турция начертана от Президента
- Новият мост (2007) „Удроу Уилсън“ над река Потомак между щатите Мериленд и Вирджиния при Вашингтон Федерален окръг Колумбия, друг мост на името на президента Уилсън е в Джаксън столицата на щат Мисисипи (Woodrow Wilson Bridge, Jackson, Mississippi) над Перлената река (Pearl River), той е обявен за културна забележителност на щата през 1987 г.

## Удроу Уилсън – аудио и видео документи, цитати
- Докуметални кино-откъси с президента
- Уилсън на излизане от Белия дом, Пенсилвания авеню 1918.

### Книги и цитати
Цитатите от авторските му трудове са показателни за научните изводи на видния учен, признат световно значим политик и нобелов лауреат за обществените недъзи.
В 1913 г. в капиталния му труд „Нова свобода – Призив за освобождение на съзидателната сила на хората“ (The New Freedom – A Call for the Emancipation of the Generous Energies of a People) той категорично пише:
- „Американската индустрия не е свободна, като някога е била свободна; американската инициатива не е свободна, хората с малко капитал е трудно да влязат на пазара, все по-невъзможно е да се конкурират с големите.“ – стр. 15 (American industry is not free, as once it was free; American enterprise is not free; the man with only a little capital is finding it harder to get into the field, more and more impossible to compete with the big fellow.)
- „Никоя страна не може да се надява да има общ просперитет, изхождащ от малка контролираща я прослойка.“ – стр. 17 (No country can afford to have its prosperity originated by a small controlling class.)
- „Нашето правителство е било през последните няколко години под контрола на ръководителите на големи корпорации и свързаните с тях със специални интереси. Правителството не контролира тези интереси ... то самото се е поставило под техния контрол“ – стр. 25. („Our Government has been for the past few years under the control of the heads of great allied corporations with special interests.“ „The Government has not controlled these interests ... it has submitted itself to their control“)
- „Гласувайки, ние даваме платформата, която искаме, и избираме хората, които да защитят тази платформа, но в резултат не получаваме абсолютно нищо.“ – стр. 27 („We vote: we are offered the platform we want; we elect the men who stand on that platform, and we get absolutely nothing.“)
- „Ние знаем, че партийните машини и на двете партии се субсидират от едни и същи лица, и затова е безполезно да се обърнем към коя да е от тези посоки.“ – също на стр. 27, („We know that the machines of both parties are subsidised by the same persons, and therefore it is useless to turn in either direction.“)
- „Ние имаме не една или две, а много сфери, в които е трудно, ако не и невъзможно, за свободния човек да проникне. Ние имаме рестрикции от кредит, ние имаме ограничени възможности, ние имаме контролирано развитие, и ние сме стигнали дотам да бъдем едни от най-лошо управляваните, едно от най-напълно контролираните и доминирани правителства в цивилизования свят – вече няма правителство според свободното мнение, вече не е правителство по убеждение и вот на мнозинството, а има правителството по мнението и принудата на малки групи от господстващи субекти.“ – стр. 201 (We have, not one or two, but many, fields of endeavor into which it is difficult, if not impossible, for the independent man to enter. We have restricted credit, we have restricted opportunity, we have controlled development, and we have come to be one of the worst ruled, one of the most completely controlled and dominated, governments in the civilized world – no longer a government by free opinion, no longer a government by conviction and the vote of the majority, but a government by the opinion and the duress of small groups of dominant men.)
- „Ако в тази страна има субекти достатъчно големи за да притежават правителството на Съединените щати, те ще го притежават.“ – стр. 286 (If there are men in this country big enough to own the government of the United States, they are going to own it.)
- Мисъл от книгата му История на американския народ (History of the American People) цитирана във филма Раждането на нацията в която Уилсън казва: „Белият човек се събуди само чрез инстинкта си за самосъхранение ..., най-сетне избликна за съществуване забележителния Ку Клукс Клан, истинска империя на Юга за защита на южните краища.“ (The white man roused by a mere instinct of a self preservation ... until at last there had sprung into existence a great Ku Klux Klan, a veritable empire of the South to protect the southern country).
- „Свободата никога не идва от управляващите. Свободата винаги идва от народа който е управляван. Историята на свободата е история на съпротивата. Историята на свободата е история на ограничаване на властта на управляващите, не на увеличаването ѝ.“ („Liberty has never come from the government. Liberty has always come from the subjects of the government. The history of liberty is a history of resistance. The history of liberty is a history of the limitation of governmental power, not the increase of it.“ – Speech at New York Press Club (9 септември 1912), in The papers of Woodrow Wilson, 25:124)
- „Силата която има личността е да свърже своята воля с целите на другите, да се води от разума и съпричастността.“ („Power consists in one's capacity to link his will with the purpose of others, to lead by reason and a gift of cooperation.“ From a letter to Mary A. Hulbert 21 септември 1913)
- „Върховният изпит на нацията е дошъл. Ние всички трябва да говорим, да действаме и да служим заедно!“ („The supreme test of the nation has come. We must all speak, act, and serve together!“ Proclamation to the American People 15 април 1917) към депутатите в конгреса.
- „Ако мислите толкова много да бъдете преизбрани, е много трудно наистина да бъдете преизбрани“ („If you think too much about being re-elected, it is very difficult to be worth re-electing.“ Rededication and restoration of Congress Hall, Philadelphia – 25 октомври 1913)
- „Нито една нация не може да устройва съд над друга нация.“ („No nation is fit to sit in judgment upon any other nation.“ Speech in New York City 20 април 1915)
- „Това трябва да бъде мир без победители“ („It must be a peace without victory“ Address to the Senate 22 януари 1917) за мира след Първата световна война.
- „Аз мога да предскажа с абсолютна сигурност, че в рамките на следващото поколение ще има друга световна война, ако народите на света не постигнат съгласието, което може да я предотврати.“ („I can predict with absolute certainty that within another generation there will be another world war if the nations of the world do not concert the method by which to prevent it.“ Speech in Omaha, Nebraska 8 септември 1919), as recorded in Addresses of President Wilson (1919), p. 75 and in „The Public Papers of Woodrow Wilson (Authorized Edition) War and Peace: Presidential Messages, Addresses, and Public Papers (1917 – 1924) Volume II Page 36) относно несправедливата Версайската система договори наложена от отмъстителните късогледи европейски лидери на Антантата над победените страни.
- „Честта на нацията е по-скъпа от комфорта на нацията“ („The nation's honor is dearer than the nation's comfort“ Speech in Cleveland January 1916)
- „Малодушието е най-голямата болест на обществения живот.“ („The great malady of public life is cowardice.“ American Chronicle (1945) by Ray Stannard Baker, quoted on unnumbered page opposite p. 1.)